# Ialosovețke, Horol
Ialosovețke (în ucraineană Ялосовецьке) este localitatea de reședință a comunei Ialosovețke din raionul Horol, regiunea Poltava, Ucraina.

## Demografie
Componența lingvistică a localității Ialosovețke
     Ucraineană (97,81%)
     Rusă (1,23%)
     Alte limbi (0,14%)
Conform recensământului din 2001, majoritatea populației localității Ialosovețke era vorbitoare de ucraineană (97,81%), existând în minoritate și vorbitori de rusă (1,23%).